# Galleria del Premio Suzzara
La Galleria del Premio Suzzara o Museo civico Suzzara è un museo fondato nel 2002, espone una selezione delle opere premiate nel corso del Premio Suzzara e divenute pertanto di proprietà del comune di Suzzara che già nel 1975 aveva creato una "Galleria civica d'arte moderna e contemporanea" per esporle ora trasformata nella attuale Galleria civica.

## Collezione
La collezione museale comprende opere di Carlo Carrà, Mario Bardi, Emilio Vedova, Enrico Baj, Renato Guttuso, Ernesto Treccani, Renato Birolli, Pio Semeghini, Arturo Tosi, Ottone Rosai e Aligi Sassu.

## Descrizione
La collezione comprende opere, dalle avanguardie del secondo dopoguerra fino alla contemporaneità, con particolare attenzione ai movimenti realistici, informali e alle ricerche concettuali legate alla condizione sociale. Tra gli autori più rilevanti figurano Carlo Carrà, Mario Bardi, Emilio Vedova, Enrico Baj, Renato Guttuso, Ernesto Treccani, Renato Birolli, Pio Semeghini, Arturo Tosi, Ottone Rosai e Aligi Sassu.
All’interno del percorso espositivo, le opere di Mario Bardi occupano una posizione di rilievo sia per qualità artistica che per coerenza con lo spirito del Premio Suzzara. Nato a Palermo nel 1922, Bardi è considerato uno dei protagonisti del realismo italiano del dopoguerra, capace di fondere un linguaggio pittorico vigoroso con un forte impegno etico e sociale. La sua adesione al Premio Suzzara rifletteva pienamente la missione originaria della manifestazione: un’arte capace di dialogare con la comunità, di denunciare disuguaglianze e ingiustizie, e di conservare una profonda radice umana. Le tele di Bardi presenti nella Galleria, caratterizzate da cromie intense e composizioni incisive, non si limitano alla rappresentazione della realtà, ma la interpretano in chiave simbolica e morale, trasformando la pittura in strumento di consapevolezza civile. 
Oltre all’esposizione del patrimonio storico, la Galleria svolge un’intensa attività culturale:  
- Mostre temporanee dedicate a protagonisti storici del Premio
- Progetti di ricerca e catalogazione, in collaborazione con università, fondazioni e archivi d’artista
- Attività didattiche e laboratori
- Pubblicazioni scientifiche e cataloghi
- conferenze e convegni

La Galleria del Premio Suzzara è inserita in reti di cooperazione culturale con musei, archivi e centri di ricerca italiani ed europei. Collabora con il Ministero della Cultura e partecipa a progetti di valorizzazione digitale, garantendo l’accesso online a parte della collezione e all’archivio storico del Premio.